# Ophiomyxa crinita
Ophiomyxa crinita is een slangster uit de familie Ophiomyxidae.
De wetenschappelijke naam van de soort werd in 2008 gepubliceerd door A.M. Franklin & Tim O'Hara.